# Moshe Aryeh Bamberger
Pour les articles homonymes, voir Bamberger.
Moshe Aryeh Bamberger (30 juin 1943,, Ixelles, Belgique-18 février 2014, Ars-Laquenexy, Moselle),,,, est un rabbin orthodoxe non-consistorial français d'origine belge, dirigeant de la communauté Adath Yeshourun, de la Yechiva Shaagas Aryeh et ayant un rôle important dans la cacherout à Metz.

## Éléments biographiques
Moshe Aryeh Bamberger est né en 1943 à Ixelles, en Belgique.  Il est le fils du rabbin Yitzchok Dov Bamberger, qui après la Seconde Guerre mondiale est actif dans la renaissance de la communauté juive orthodoxe bruxelloise et directeur de l'école juive de Bruxelles. Il est un descendant du célèbre rabbin de Wurzbourg, en Bavière Seligman Bär Halevi Bamberger (6 novembre 1807-13 octobre 1878).
Durant la Shoah, Moshe Aryeh Bamberger est caché pendant un an par une famille non-juive.
Il étudie à la Yechiva Kol Torah à Jérusalem en Israël, puis à la Yechiva de Gateshead, dans le nord de l'Angleterre.
En 1964, il obtient sa Semikha.
Après son mariage, il est membre du Kollel de Gateshead.
En 1973, il prend la direction de la communauté orthodoxe non-consistoriale et hassidque Adath Yeshurun de Metz, position qu'il occupe, durant 40 ans, jusqu'à son décès.
À Metz, il dirige la Yechiva Shaagas Aryeh, yechiva qui porte le nom du célèbre Grand-rabbin de Metz. Au vieux cimetière juif de Metz, une pierre tombale récente à l'emplacement des restes du Shaagas Aryeh (1695-1785) a été posée à la suite des efforts de restauration et du maintien des lieux sacrés par le rabbin Bamberger.
Il maintient toute sa vie un intérêt particulier pour l'histoire juive de Metz. Il publie sur les Sages de Metz (Chachmei Metz) ainsi que des manuscrits inédits du Shaagas Aryeh (sur le Talmud et ses Responsa). Il donne à chacun de ses 10 fils un prénom porté par un des Sages de Metz.
Il est membre de la Conférence des rabbins européens.
Il dirige le Bet Din de Metz.
Il supervise la Cacherout à Metz avec une rigueur qui lui vaut une estime et une reconnaissance internationale.
C'est un éducateur reconnu,.
À Metz, le rabbin Bamberger, représentant le judaïsme Haredi, maintenait des relations très cordiales avec l'ensemble de la communauté.
Il épouse en 1967, Miquette (née en 1947) la fille aînée du rabbin Gershon Cahen, le dirigeant de la Yechiva d'Aix-les-Bains. Ils ont 10 fils et une fille.
Le rabbin Bamberger et ses fils sont réputés pour leurs dons vocaux et musicaux.
En décembre 2013, il subit un accident vasculaire cérébral.
Le rabbin Bamberger décède à Ars-Laquenexy le 18 février 2014 (18 Adar I 5774). Des funérailles ont lieu à Metz le soir, en présence du Grand-rabbin Samuel Yaffe-Schlessinger de Strasbourg, du rabbin Ariel Rebibo de Thionville et du rabbin Michael Szmerla, Dayan de Strasbourg. La dépouille est transférée le lendemain à Bnei Brak en Israël. Après des obsèques le 19 février 2014, en la Synagogue Ledermann, le rabbin Bamberger est enterré  à Bnei Brak.

## Honneurs
- Plaque commémorative au centre communautaire de Metz en hommage, Dayan de la Moselle durant 44 ans, dévoilée en présence du Grand-rabbin de France, Haïm Korsia, du  Président du Consistoire central israélite de France , Joël Mergui et du Grand-rabbin de la Moselle Bruno Fiszon[14].